# Le Moustoir
Le Moustoir település Franciaországban, Côtes-d’Armor megyében. Lakosainak száma 659 fő (2022. január 1.). Le Moustoir Maël-Carhaix, Paule, Plévin, Trébrivan, Treffrin és Carhaix-Plouguer községekkel határos.

## Népesség
A település népességének változása:
| Lakosok száma | 514  | 523  | 549  | 617  | 689  | 674  | 666  | 670  | 667  | 659  |
|               | 1968 | 1982 | 1990 | 2006 | 2013 | 2015 | 2017 | 2019 | 2020 | 2022 |